# Otto Ernst (Fußballspieler, 1928)
Otto Ernst (* 5. September 1928) ist ein ehemaliger deutscher Fußballspieler. Der Stürmer des TSV Straubing wurde vom damaligen Bundestrainer Sepp Herberger am 24. März 1954 beim Länderspiel des DFB gegen England in der B-Nationalmannschaft eingesetzt.

## Laufbahn
Der Offensivspieler Otto Ernst verbrachte seine fußballerische Laufbahn ab 1940 in seiner niederbayerischen Heimatstadt Straubing in Ostbayern, bei den Weiß-Blauen des TSV Straubing. Erstmals wurde er Ende des Zweiten Weltkriegs 1944 als 16-Jähriger in der 1. Mannschaft eingesetzt. Nach Ende des Krieges war der Stürmer bei den Aufstiegen von der Bezirksliga über die Landesliga in die Bayernliga als Aktiver dabei. Als Dritter der Saison 1949/50 qualifizierte sich sein Verein für die ab 1950/51 neu installierte 2. Liga Süd, dem eingleisigen Unterbau der Fußball-Oberliga Süd. Der Angreifer kam überwiegend im damals angewandten WM-System als Rechtsaußen oder Halbrechts zum Einsatz. Er war spurtstark und hatte einen explosiven Antritt. Neben dem Fußball hatte er Berührung mit der Leichtathletik und spielte daneben noch Billard und Tischtennis.
Im Debütjahr 1950/51 belegte das TSV-Team vom Stadion an der Regensburger Straße in der 2. Liga Süd hinter den zwei Spitzenreitern und Aufsteigern in die Oberliga Süd, Stuttgarter Kickers und Viktoria Aschaffenburg, sowie Regensburg, Kassel, Cham und Pforzheim den siebten Rang. Im zweiten Jahr, 1951/52, errangen die Mannen um Angreifer Otto Ernst den sechsten Rang. Diesen guten Rang in der Tabelle konnte Straubing nochmals in der Saison 1954/55 erreichen. Obwohl die Straubinger Offensivgröße im Weltmeisterschaftsjahr 1953/54 mit seinem TSV eine schwächere Runde mit dem 13. Rang erlebte, gehörte er dem erweiterten Spielerkader des Bundestrainers an, aus dem dieser das endgültige WM-Aufgebot für das Turnier in der Schweiz bestimmen wollte. Anfang März 1954 gab Sepp Herberger einen 54-köpfigen WM-Kader bekannt, in dem er in der Rubrik des Rechtsaußens die Spieler Helmut Rahn, Bernhard Klodt, Gerhard Kaufhold, Georg Siegel und den Zweitligaspieler Otto Ernst aus Straubing aufführte. In diesem zeitlichen Zusammenhang fanden das B-Länderspiel am 24. März in Gelsenkirchen gegen England, das WM-Qualifikationsspiel am 28. März in Saarbrücken gegen das Saarland, das zweite B-Länderspiel am 24. April in Offenburg und das letzte Vorbereitungsländerspiel der A-Nationalelf am 25. April in Bern gegen die Schweiz statt.
Am 24. März trat die deutsche B-Nationalmannschaft in der Angriffsbesetzung mit Otto Ernst, Heinz Lettl, Richard Kreß, Otto Laszig und Hans Krämer in Gelsenkirchen gegen England an. Bei der deutlichen 0:4-Niederlage gegen die englischen Profis konnte sich kein Stürmer für die Turniertage in der Schweiz empfehlen. Als Anfang Mai 1954 der DFB an die FIFA die 40er-Liste, aus denen später die endgültigen 22 Teilnehmer ausgewählt werden sollten, meldete, waren darin für Rechtsaußen Rahn, Klodt und Felix Gerritzen notiert. Im Jahr nach der Weltmeisterschaft, 1954/55, wurde der Zweitligaspieler für das am 1. Juni 1955 in München stattfindende Spiel einer Vertragsspieler-Auswahl von Bayern neben Max Morlock, Johann Zeitler, Ulrich Biesinger und Werner Huber gegen den englischen Cup-Sieger Newcastle United nominiert. Da Ernst Angebote aus der süddeutschen Oberliga aus Stuttgart und München stets ablehnte und seine gesamte Karriere in Straubing verbrachte, blieben weitere Berufungen in die Auswahlmannschaften des DFB aus.
Seine höherklassige Spielerlaufbahn endete mit dem Abstieg von Straubing nach der Saison 1960/61 in das bayerische Amateurlager. An der Seite von Mittelläufer Josef Parzl und Trainer Jakob Streitle stand der TSV in der 18er-Staffel nach dem 17. Spieltag mit 14:20 Punkten auf dem 16. Rang. Am Rundenende stieg man aber mit 27:41 Zählern als 17. in die Bayernliga ab. Mehrmals wurde der erfahrene Halbstürmer Ernst in der Berichterstattung des Sport-Magazins als „bester Spieler“ der Straubinger erwähnt. Herausragend war am 13. November 1960 der 2:1-Heimerfolg vor 6.500 Zuschauern gegen den Tabellenführer und späteren Meister BC Augsburg mit Nationalstürmer Helmut Haller.
Beruflich verdiente sich Ernst als selbstständiger Elektroinstallateur seinen Lebensunterhalt.